# تگزاس اسکای
تگزاس اسکای (به انگلیسی: Texas Sky) یک شرکت هواپیمایی است. این شرکت هواپیمایی به ۳مقصد، پرواز مستقیم انجام می‌دهد.